# Ceppaloni
Ceppaloni est une commune de la province de Bénévent, dans la région Campanie, en Italie.

## Histoire
- Le château de Ceppaloni

## Administration
| Période                                  | Période       | Identité                | Étiquette     | Qualité |
| ---------------------------------------- | ------------- | ----------------------- | ------------- | ------- |
| 9 juin 1996                              | 25 mai 2003   | Nicola Nino Rossi       | Liste civique |         |
| 25 mai 2003                              | 13 avril 2008 | Mario Clemente Mastella | UDEUR         |         |
| 13 avril 2008                            | 11 juin 2018  | Claudio Cataudo         | Liste civique |         |
| 11 juin 2018                             | En cours      | Ettore De Blasio        | Liste civique |         |
| Les données manquantes sont à compléter. |               |                         |               |         |

### Hameaux
Beltiglio, San Giovanni, Barba, Brecciale, Confini, Manni, Martini, Masseria Rotola, Petrara, Ripabianca, Santa Croce, Tressanti, Trocchia, Venaglie

### Communes limitrophes
Altavilla Irpina, Apollosa, Arpaise, Chianche, Montesarchio, Roccabascerana, San Leucio del Sannio, San Nicola Manfredi, Sant'Angelo a Cupolo